# Bernhard Otte
Bernhard Otte (* 12. Juli 1883 in Hopsten; † 21. Oktober 1933 in Grünberg) war ein deutscher Politiker (Zentrum) und christlicher Gewerkschaftsführer.

## Leben
Bernhard Otte wurde am 12. Juli 1883 in der Bauerschaft Breischen bei Hopsten (Westfalen) geboren. Nach dem Besuch der Volksschule, die er mit 14 Jahren verließ, absolvierte er in Ibbenbüren eine Weberlehre und arbeitete anschließend in diesem Beruf. 1905 trat er in die christliche Gewerkschaft ein.
Dank seiner Arbeitskraft und seines Organisationsvermögens stieg Bernhard Otte im 1901 gegründeten Zentralverband Christlicher Textilarbeiter Deutschlands schnell auf. 1908 wurde er Arbeitersekretär in Kempen, 1911 Vorsitzender des Bezirks Westliches Westfalen in Bocholt, 1917 Redakteur der in Düsseldorf erscheinenden „Textilarbeiterzeitung“ und 1920 Vorsitzender des Zentralverbands Christlicher Textilarbeiter. Schon ein Jahr später nahm ihn der Gesamtverband Christlicher Gewerkschaften Deutschlands (GCG), die Dachorganisation aller Branchengewerkschaften, als Generalsekretär in Dienst. Im „Königswinterer Kreis“ katholischer Sozialwissenschaftler und Sozialpolitiker, dem Otte angehörte, wurde diskutiert, ob der Gegensatz zwischen Kapital und Arbeit durch berufsständische Körperschaften und einen Korporatismus katholischer Prägung ausgeglichen oder überbrückt werden könne, – Vorschläge, wie sie auch in die Enzyklika Quadragesimo anno von Papst Pius XI. einflossen. Otte plädierte gegen solche Hoffnungen. Dergleichen könne – so Otte – das Gesprächsklima zwischen Unternehmern und Arbeitern verbessern und sei hilfreich, um die berufliche Bildung oder die Arbeitssicherheit weiterzuentwickeln. Doch die Verhandlungsmacht starker Gewerkschaften bleibe unerlässlich, um die Interessen der Arbeiter zu wahren.
Als der GCG-Vorsitzende Adam Stegerwald die Führung der Zentrumsfraktion im Reichstag übernahm und zum Reichsverkehrsminister ernannt wurde, wurde Bernhard Otte im Mai 1929 dessen Nachfolger. 1928 war er außerdem zum Vorsitzenden der Confédération Internationale des Syndicats Chrétiens (C.I.S.C.) / Internationaler Bund Christlicher Gewerkschaften gewählt worden. Am 24. April 1932 wurde Bernhard Otte für die Zentrumspartei in den Preußischen Landtag gewählt. Das Angebot, Reichsarbeitsminister im Kabinett Schleicher zu werden, lehnte er ab.
Dass die Nationalsozialisten nach der Machtübergabe die Gewerkschaften zerschlagen würden, wollte Bernhard Otte zunächst nicht wahrhaben. Doch am 3. Mai 1933 wurde der Rumpfvorstand der Christlichen Gewerkschaften gezwungen, sich dem „Aktionskomitee zum Schutze der deutschen Arbeit“ unter Robert Ley zu unterstellen. Bernhard Otte rechtfertigte seine Unterschrift u. a. damit, dass mit dem Ende der sozialistischen Gewerkschaften auch die christlichen Gewerkschaften als deren Gegenstück nicht mehr nötig seien: „Es wäre kleinlich von uns, wenn wir diesen neuen Tatbestand nicht positiv bejahen wollten.“ Doch am 23./24. Juni 1933 wurden die als Feigenblatt vorgesehenen christlichen Gewerkschaftsführer, darunter Bernhard Otte, aus dem Arbeitskonvent der Deutschen Arbeitsfront ausgeschlossen.
Unterwegs, eine neue Existenz aufzubauen, starb Bernhard Otte am 21. Oktober 1933 in Grünberg (Schlesien) an den Folgen eines Verkehrsunfalls tags zuvor. Es ist nicht ausgeschlossen, dass der Unfall „inszeniert“ wurde, d. h. ein Mord war.

## Nachlass
Bernhard Ottes Nachlass mit Schriftgut aus den Jahren von 1922 bis 1933 befindet sich im Bundesarchiv.

## Posthume Ehrung
- 1980 wurde in Hopsten das damalige Krankenhaus der Pfarrgemeinde St. Georg in eine katholische Heimvolkshochschule des Bistums Münster umgewandelt, die zu Ehren Bernhard Ottes den Namen „Bernhard-Otte-Haus“ trug. Ende 2006 wurde der Tagungsbetrieb eingestellt und das Gebäude verkauft. 2010 wurde die Hopstener „Bernhard-Otte-Stiftung“ nach ihm benannt.
- In Bocholt ist die Bernhard-Otte-Straße im Ortsteil Biemenhorst nach ihm benannt.[5]

## Schriften
- Christliche Gewerkschaften und Sozialismus. Rede des Verbandsvorsitzenden Bernhard Otte auf dem IV. Kongreß der christlichen Gewerkschaften Österreichs vom 4. bis zum 7. September 1921.  Verlag der Zentralkommission der christlichen Gewerkschaften Österreichs, Wien 1921.
- Führertum und Zukunft der christlichen Gewerkschaftsbewegung. In: 25 Jahre christliche Gewerkschaftsbewegung 1899–1924. Festschrift. Christlicher Gewerkschaftsverlag, Berlin-Wilmersdorf 1924 (Sonderdruck).
- Gewerkschaftsbewegung und soziale Ziele. In: 25 Jahre christliche Gewerkschaftsbewegung 1899–1924. Festschrift. Christlicher Gewerkschaftsverlag, Berlin-Wilmersdorf 1924 (Sonderdruck).
- Unsere Stellung zur Wirtschafts- und Sozialpolitik. Christlicher Gewerkschaftsverlag, Berlin-Wilmersdorf 1925.
- Weshalb muß jeder Gewerkschafter auch Genossenschafter sein?. Christlicher Gewerkschaftsverlag, Berlin-Wilmersdorf  1926 (2., verbesserte Aufl. 1928).
- Die Krise der Sozialpolitik. In: Oscar Müller (Hrsg.): Krisis. Ein politisches Manifest. Lichtenstein, Weimar 1932, S. 131–139.
- Wege der berufsständischen Ordnung in deutschen Landen. Christlicher Gewerkschaftsverlag, Berlin-Wilmersdorf 1932.
- Wege der berufsständischen Ordnung. In: Joseph van der Velden (Hrsg.): Die berufsständische Ordnung. Idee und praktische Möglichkeiten. Katholische Tat-Verlag, Köln 1932, S. 89–102.